# Michael Froman
Michael Froman, né le 20 août 1962 à San Rafael (Californie), est un avocat et homme politique américain membre du Parti démocrate, représentant au Commerce des États-Unis entre 2013 et 2017. 
Assistant du président des États-Unis durant le premier mandat de Barack Obama et conseiller à la sécurité nationale pour les affaires économiques internationales, une position impliquant la participation au Conseil de sécurité nationale et au Conseil économique national, il a été émissaire des États-Unis lors des sommets du G7, du G8 et du Groupe des vingt. Il est nommé représentant au Commerce le 2 mai 2013 en remplacement de Ron Kirk,.
Le 13 septembre 2018, Michael Froman vice-président de Mastercard depuis 2017 est élu au directoire de la Walt Disney Company,.